# プロピリオドン
プロピリオドン（INN、英語: propyliodone、商品名Dionosil）は、気管支造影に使用される造影剤である。1930年代後半にインペリアル・ケミカル・インダストリーズのチームにより開発された。